# Пихта замечательная
Пихта замечательная, или 
гималайская (лат. Abies spectabilis) — вид хвойных деревьев из рода Пихта (Abies).

## Название
Известна под тривиальными названиями Пихта гималайская (англ. Himalayan Fir, нем. Himalaya-Tanne) и Пихта Уэбба (англ. Webb Fir, лат. Abies webbiana).

## Ботаническое описание
Деревья до 50 м высотой и диаметром ствола до 1,5 м. Кора грубая, чешуйчатая, коричневая или красновато-коричневая, на ветвях желтовато-серая. Молодые веточки густо олиственные, бороздчатые, с опушением или без него. Листья расположены на верхней стороне генеративных побегов и в два ряда на вегетативных побегах, сами они ярко-зелёные, длиной 2-6 см и шириной 2-2,5 мм, на спинной стороне с двумя белыми устьичными полосками; верхушка листа выемчатая либо раздвоенная.
Зимние почки шаровидные или яйцевидные, смолистые, при созревании меняют окраску от тёмно-фиолетовой до тёмно-коричневой или сине-коричневой, достигают 8-20 см в длину и 4,5-7,5 см в ширину. Семенные чешуи веерообразные или трапециевидные, с тонким краем. Брактеи лопатчатые, в 2-3 раза короче семенных чешуй, с коротким остриём на вершине. Семена около 1 см длиной, широко клиновидные, со слегка усечённой верхушкой.

## Распространение
Ареал вида включает Афганистан, Пакистан, Индию (Химачал-Прадеш, Ладакх, Уттар-Прадеш), Непал и Тибет.

## Экология

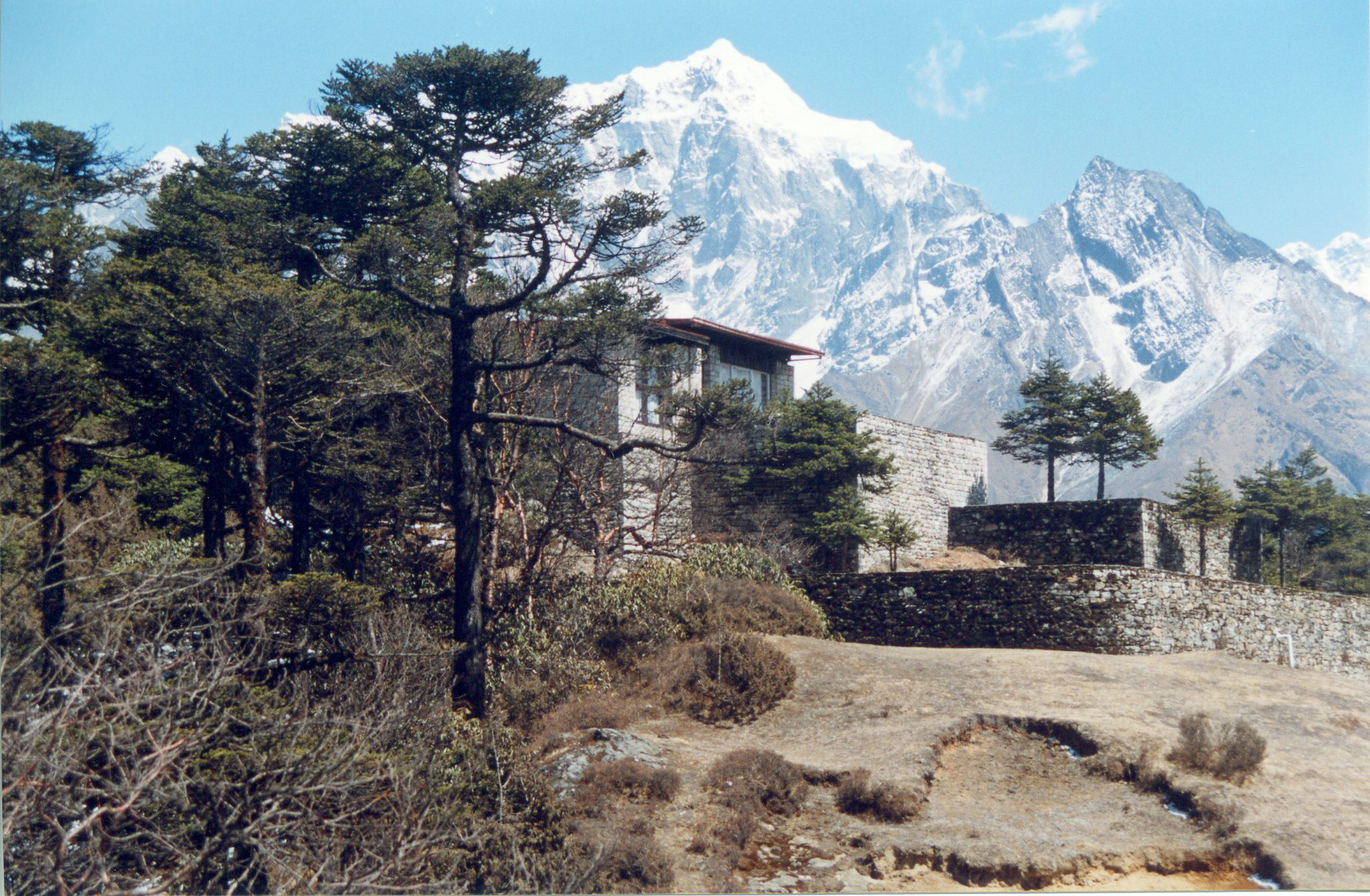
Роща Пихты замечательной возле Everest View Hotel в Сянгбоче (район Кхумбу, Непал)

Пихта замечательная — доминантное дерево в лесах центральных и западных Гималаев. Произрастает на высотах 2600—4000 м, но может встречаться и ниже этих высот по гребням гор. Она нуждается в прохладных и влажных условиях, поэтому чаще растёт на северных склонах, вытесняемая с южных экспозиций травами и кустарниками.
Предпочитает влажные, богатые гумусом почвы различной кислотности и зернистости — кислые и нейтральные, песчаные, песчано-щебнистые и каменистые. Умеренно морозостойка.
Произрастает совместно с различными видами рододендронов (Rhododendron sp.) и берёзой полезной (Betula utilis).

## Охранный статус
Пихта замечательная в 2011 году внесена в Международную Красную книгу в статусе «близки к уязвимому положению» (NT), но приближается к уязвимым (в ближайшем времени может получить статус VU A2). Её популяция сильно страдает от вырубки лесов, особенно в восточном Непале. Также депопуляция этого вида может быть вызвана пожарами, выпасом скота или преобразованием земель под сельскохозяйственные угодья.
Охраняется в некоторых природных резерватах Непала и Индии.

## Таксономия
Abies spectabilis (D.Don) Mirb., Mémoires du Muséum d'Histoire Naturelle 13: 70 Архивная копия от 22 января 2021 на Wayback Machine. 1825.
Abies spectabilis (D.Don) Spach, Histoire Naturelle des Végétaux. Phanérogames 11: 422 Архивная копия от 22 января 2021 на Wayback Machine. 1842, isonym.
Вид описан Дэвидом Доном в «Продромусе флоры Непала» (1825) под названием Pinus spectabilis (Сосна замечательная), перенесён в род Abies Мирбелем в том же году. Вид ещё раз описан под тем же названием Эдуардом Спашем в 1841 году.
Некоторое время вид включался в состав вида Пихта густая (Abies densa Griff.), но позже было выявлено различие между ними. Граница между этими видами проходит по хребту Милке-Данда в Непале, где A. spectabilis предпочитает более низкие высоты, чем A. densa.

### Синонимы
Список синонимов:
- Pinus spectabilis D.Don, Prodromus Florae Nepalensis 2: 55. 1825.basionym
- Pinus tinctoria Wall. ex D.Don, Prodr. Fl. Nepal. 55. 1825.
- Pinus webbiana Wall. ex Lamb., Descr. Pinus, ed. 2. 1: 77, t. 44. 1828.
- Abies webbiana Lindl., Penny Cyclop. 1: 30. 1833.
- Picea naphta Knight, in Loud. Encyc. Trees 1053.
- Picea webbiana Gordon, Pinetum 160, 1858.
- Pinus striata Buch.-Ham. ex Gordon, Pinetum 160. 1858. nom. inval.
- Abies chilrowensis hort. ex Parl., Prodr. [A. P. de Candolle] 16(2.2): 425. 1868.
- Abies brevifolia hort. ex Dallim., in Rep. Conif. Conf. R.H.S. 1931. (Conif. in Cult.) 9. 1932.
- Abies spectabilis var. brevifolia (A.Henry) Rehder
- Abies spectabilis subsp. langtangensis (Silba) Silba
- Abies spectabilis var. langtangensis Silba
- Abies webbiana var. brevifolia A.Henry